# Les Rubans et la Fleur
Singles de France Gall
N'écoute pas les idoles
(1964) Ne dis pas aux copains
(1964)
Les Rubans et la Fleur est une chanson de France Gall. Elle est initialement parue en 1964 sur l'album France Gall (communément appelé N'écoute pas les idoles) et sur un EP,.

## Développement et composition
La chanson a été écrite par Robert Gall et Alain Goraguer. L'enregistrement a été produit par Denis Bourgeois.

## Liste des pistes
EP 7" 45 tours N'écoute pas les idoles /  Les Rubans et la fleur / Ne dis pas aux copains / Si j'étais garçon (1964, Philips 434.874)
A1. N'écoute pas les idoles (1:45)
A2. Ne dis pas aux copains (2:35)
B1. Les Rubans et la Fleur (2:46)
B2. Si j'étais garçon (2:11)

## Classements
N'écoute pas les idoles / Ne dis pas aux copains / Les Rubans et la Fleur,,
| Classement (1964)                       | Meilleure position |
| --------------------------------------- | ------------------ |
| Belgique (Wallonie Ultratop 50 Singles) | 14                 |

## Reprise
Le morceau est réutilisé en tant que sample par la musicienne suédoise La Fleur dans les deux titres qui composent l'EP Flowerhead. Elle découvre le morceau original à Malmö et, y entendant son nom, décide de le réutiliser dans ses compositions. Ce sera son premier grand succès.